# Johan Rudolph Deiman

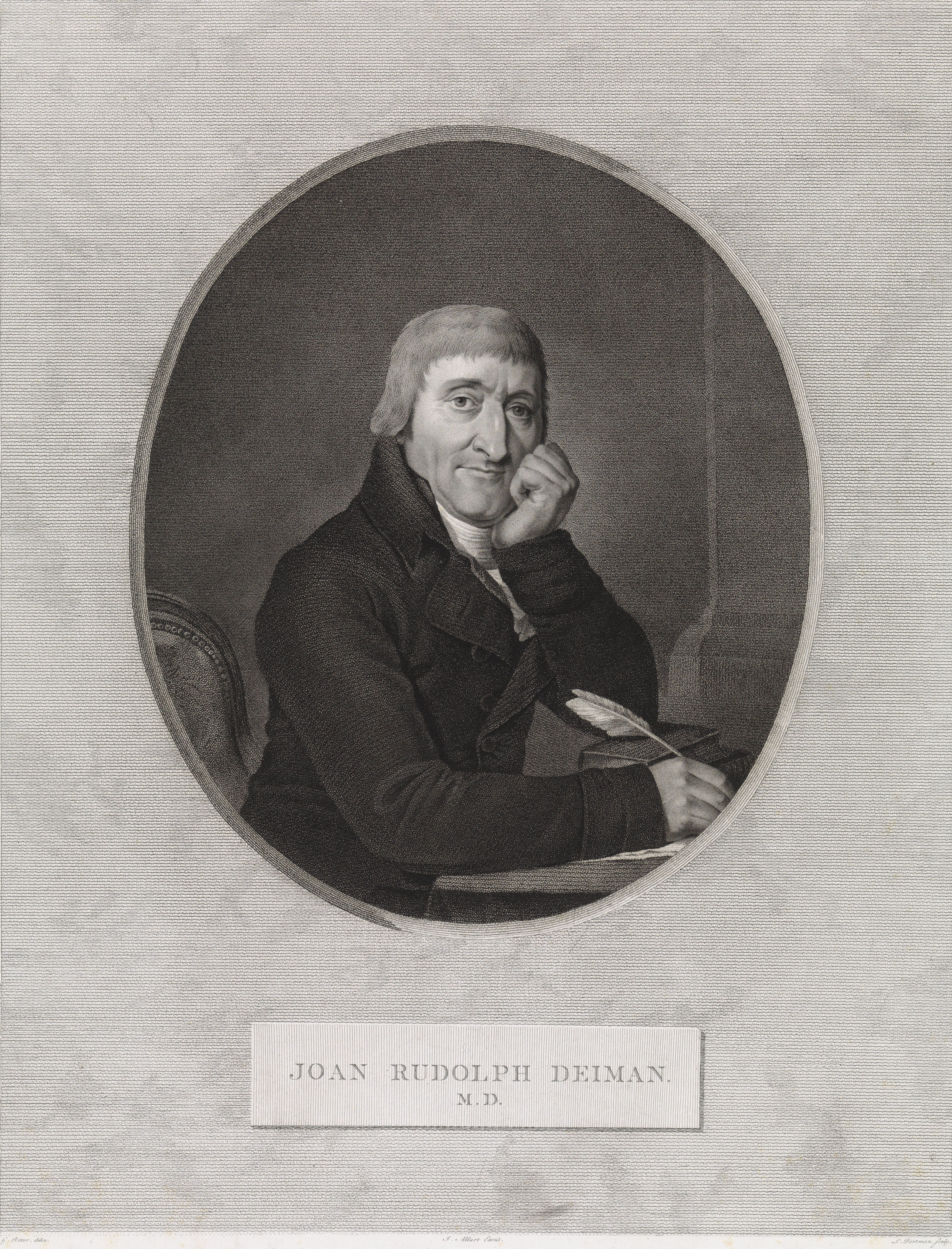
Kupferstich-Porträt um 1810

Johan Rudolph Deiman (auch: Johann Rudolf Deimann; * 29. August 1743 in Hage (Ostfriesland); † 15. Januar 1808 in Amsterdam) war ein deutsch-niederländischer Mediziner und Chemiker.

## Leben
Deiman wurde als jüngstes von fünf Kindern des Hager Procurators Albertus Deiman und seiner Frau Volke Hiddes geboren. Er ging zunächst auf die Schule in Norden. Als er vierzehn Jahre alt war, starb sein Vater. Mit Unterstützung der beiden ältesten Brüder absolvierte er eine pharmazeutische Lehre in Leer. Er studierte Pharmazie, Medizin und Philosophie in Halle bei Adolph Böhmer. 1770 machte sich Deiman als Arzt in Amsterdam selbständig. In wenigen Jahren gelang ihm der Aufstieg in der Gesellschaft. Bekannt wurde er insbesondere für die Einimpfung der Blattern.
Im Jahre 1775 trat er mit einer holländischen Übersetzung des von seinem Zeitgenossen, dem Arzt, Naturforscher und Dichter Johann Christoph Unzer veröffentlichten Werkes über Magneten an die Öffentlichkeit. Ein Jahr später lieferte er die Übersetzung einer französischen medizinischen Abhandlung über den Bandwurm ab. Das Ergebnis der gemeinsam mit dem Kaufmann und Chemiker Adriaan Paets van Troostwijk unternommenen Versuche über den Einfluss des Lichts auf Pflanzen und Bäume, eine Arbeit, die von der Utrechter Gesellschaft der Künste und Wissenschaft mit einem Preis bedacht wurde, legte er 1778 vor. Sie erschien zwei Jahre später im Druck in Amsterdam. Seine Abhandlung über die Auswirkung der Elektrizität auf verschiedene Stoffe war bereits im Jahre zuvor verlegt worden. Eine ähnliche Arbeit hatte ihm schon vorher eine Goldmedaille der Rotterdamer Gesellschaft für Experimental-Physik eingebracht.
Mit drei anderen holländischen Chemikern (Adriaan Paets van Troostwijk, Anthonie Lauwerenburgh und Nicolaas Bondt) stellte er 1,2-Dichlorethan her (Öl der holländischen Chemiker, siehe Ethen). Mit Paets van Troostwyck zerlegte er 1789 Wasser mit Hilfe von Reibungselektrizität.
1783 wurde er Mitglied der Hollandse Maatschappij der Wetenschappen te Haarlem. Er war auch Mitglied in diversen Naturwissenschaftlichen Gesellschaften in Paris, Haarlem und Rotterdam.
Deiman wurde zudem bekannt als Leibarzt des damaligen Königs Ludwig Napoleon von Holland, eines Bruders des Napoleon Bonaparte.
Sein Bruder Johann Diederich Deimann war ein bekannter holländischer Prediger.

## Werke
- Verhandeling over het nut van den groei der Boomen en Planten tot zuivering der lucht, Amsterdam 1780, Teil 1
- Verhandeling over het bestaan der onbezielde dieren, Digitalisat
- Waarnemingen omtrent der verbetering der lucht, door middel van den groei der planten, in: Mengelwerk der Hedend. Vaderl. Letteroeff. 7, 1778, S. 338–349;